# Cavum
Un Cavum o nuvola perforata (più nota con il termine inglese Fallstreak Hole) è una grande apertura all'interno di una zona nuvolosa, solitamente circolare o di forma ellittica, che può apparire all'interno di cirrocumuli o altocumuli. Tali formazioni nuvolose sono causate dall'acqua immessa nelle nubi che evapora o si congela all'improvviso e possono essere innescati, generalmente, dal passaggio di aerei. Tali nubi non hanno una localizzazione precisa e possono essere osservate in più punti del pianeta.
A causa della loro rarità e del loro aspetto insolito, le nuvole perforate sono stati scambiati o attribuiti a oggetti volanti non identificati.

## Origine
Questo fenomeno si forma quando la temperatura dell'acqua nelle nubi è sotto lo zero, ma l'acqua si trova in uno stato di sopraffusione e non si è ancora congelata a causa della mancanza di nucleazione del ghiaccio. Quando si formano i cristalli di ghiaccio si innesca un effetto domino dovuto al processo Wegener-Bergeron-Findeisen, che fa evaporare le gocce d'acqua attorno ai cristalli; questo lascia una voragine, spesso circolare, nella zona nuvolosa.
I cristalli di ghiaccio possono essere creati da aerei di passaggio, che hanno una grande riduzione di pressione dietro l'ala. Questo raffredda l'aria molto rapidamente e può produrre una striscia di cristalli di ghiaccio che si trascina nella scia di condensazione dell'aereo. Questi cristalli di ghiaccio si trovano circondati da goccioline e crescono rapidamente tramite il processo di pioggia fredda, facendo evaporare le goccioline e creando un buco con strisce di cristalli di ghiaccio simili a spazzole al di sotto di esso.